# Epicoma argentata
Epicoma argentata is een vlinder uit de familie van de tandvlinders (Notodontidae), uit de onderfamilie van de Thaumetopoeinae. De soort is voor het eerst wetenschappelijk beschreven als Teara argentata door Francis Walker in een publicatie uit 1865.
De soort komt voor in Noord-Australië.